# Eldorado (Timóteo)
Eldorado é um bairro do município brasileiro de Timóteo, no interior do estado de Minas Gerais. Localiza-se no distrito-sede, estando situado na Regional Nordeste. De acordo com o Instituto Brasileiro de Geografia e Estatística (IBGE), em 2010 a população era de 1 480 habitantes e havia 498 domicílios particulares.
É um bairro relativamente recente, sendo um dos mais novos de Timóteo. Em 2018, ainda havia existência de vias sem pavimentação. Embora seja identificado pela prefeitura, o IBGE considerava o bairro como parte do Santa Maria segundo o censo demográfico de 2010.